# Микрофон-79
«Mikrofons-79» (рус. Микрофон-79) — конкурс эстрадной песни, проходивший в Латвийской ССР в 1979 году в рамках ежегодного конкурса «Mikrofons».
В 1979 году конкурс проводился в 8-й раз. В течение года вниманию радиослушателей Латвии было предложено 52 песни 19 латвийских композиторов. В ходе голосования в адрес Латвийского радио поступило 6200 писем.
Заключительный концерт конкурса прошёл в декабре 1979 года в Государственном академическом художественном театре Латвийской ССР.

## Победители конкурса
Наибольшее количество голосов получила песня «Es aiziet nevaru» (рус. «Я не могу уйти»), написанная Раймондом Паулсом на стихи Визмы Белшевицы, в исполнении Мирдзы Зивере. В СССР и современной России мелодия этой песни известна под названием «Любовь настала» с русским текстом Роберта Рождественского. В исполнении Розы Рымбаевой эта песня стала лауреатом «Песни-79».
Другим лауреатом «Песни года» стала песня «Подберу музыку» — русскоязычный близнец занявшей 5-е место на «Микрофоне» песни «Nenes zvaigznes istabā». На всесоюзном уровне её исполнил Яак Йоала (русский текст А. Вознесенского). Согласно опросу читателей газеты «Московский комсомолец», Яак Йоала с этой песней был признан лучшим певцом года.
На заключительном концерте конкурса «Микрофон-79» состоялся сценический дебют Ингуса Петерсона, а также впервые в финал вышел ансамбль «Менуэт». Органы государственной цензуры запретили включать в заключительный концерт шуточную песню «Trīs runči» (рус. «Три кота»), которую исполнял народный артист Латвийской ССР Эдгар Лиепиньш, сочтя её идеологически неправильной. Также организаторам конкурса пришлось объясняться перед ЦК КП Латвии по поводу занявшей второе место песни «Dziesma, ar ko tu sāksies?»
| Место | Название песни                                              | Исполнитель                    | Автор музыки, автор текста      |
| ----- | ----------------------------------------------------------- | ------------------------------ | ------------------------------- |
| 1     | Es aiziet nevaru рус. Я не могу уйти                        | Мирдза Зивере                  | Раймонд Паулс Визма Белшевица   |
| 2     | Dziesma, ar ko tu sāksies? рус. Песня, с чего ты начнёшься? | «Менуэт»                       | Имантс Калныньш Виктор Калныньш |
| 3     | Mana pirmā dziesma рус. Моя первая песня                    | Жорж Сиксна                    | Раймонд Паулс Янис Петерс       |
| 4     | Jūlijnakts рус. Июльская ночь                               | «Менуэт»                       | Адрианс Кукувас Марис Чаклайс   |
| 5     | Nenes zvaigznes istabā рус. Не приноси звёзды в комнату     | Ингус Петерсонс                | Раймонд Паулс Имантс Зиедонис   |
| 6     | Par vēju, tevi un mani рус. Про ветер, тебя и меня          | Эрикс Камарутс                 | Харийс Ужанс Ария Элксне        |
| 7     | Tu un cits рус. Ты и другой                                 | Айя Кукуле                     | Раймонд Паулс Янис Петерс       |
| 8     | Ilgas рус. Тоска                                            | ВИА «Modo»                     | Зигмарс Лиепиньш Александр Чак  |
| 9     | Tava puķe рус. Твой цветок                                  | Сандра Озолите                 | Харийс Ужанс Ария Элксне        |
| 10    | Rīta dziesma рус. Утренняя песня                            | Роландс Загорскис              | Раймонд Паулс Леонс Бриедис     |
| 11    | Nakts рус. Ночь                                             | Мирдза Зивере, Имантс Ванзович | Янис Пориетис Эгилс Зирнис      |
| 12    | Janvārī рус. В январе                                       | Зигисмунд Лоренц               | Зигисмунд Лоренц Юрис Брежгис   |